# S/S Libau (1890)
S/S Libau var ett svenskt lastfartyg från Göteborg som sänktes av en mina sommaren 1944 under andra världskriget.

## Historik
Libau byggdes på beställning av redaren Dan Broströms fader Axel Broström och sjösattes 1890 vid Götaverken. Hon var med sina 450 ton en av Ångfartygs AB Tirfings största fartyg. Rederiets följande fartyg växte snabbt i storlek, lilla Libau ansågs snart för liten och fick lämna plats åt allt större fartyg inom rederiet; 1925 till rederiets, Sveriges och världens största lastfartyg, 22 000-tonnarna M/S Amerikaland och M/S Svealand. Libau var således en av föregångarna till dessa giganter. Libau stod emellertid kvar i Tirfingbolagets ägo fram till 1906 under olika befäl. Åren 1906-22 ägdes fartyget av Svenska Cementförsäljningsaktiebolaget i Malmö där hon fraktade cement. Under första världskriget kapades Libau i Öresund av tyska örlogsfartyg och fördes till Stettin i Polen - utanför den hamn där ångaren fick sin grav 1944 - och fick kvarligga i två månader innan hon frigavs. 1922 kom hon i Rederi AB Egons ägo i Malmö och fördes den första tiden av redaren och sjökapten S.M. Stjerna.

## Minsprängningen
Libau var på resa från Göteborg till Stettin via Trelleborg och gick i tyskarnas fria minled efter ledning av bojarna mellan Sassnitz och Swinemunde på kvällen den 29 juni 1944, då en våldsam explosion inträffade kl 22:55. Minan, vilken sannolikt var en magnetmina, exploderade under treans rum, varvid läckor uppstod och fartyget började ta in stora mängder vatten. All inredning slogs sönder, luckorna kastades bort och räckverket i fartygets akter slets loss. Babords livbåt sjösattes omedelbart, men skars upp underifrån och vattenfylldes. I stället blev styrbords livbåt sjösatt och efter att man förvissat sig om att maskineriet var obrukbart, lämnade besättningen fartyget i livbåten. Besättningen bestod av tio man och en kvinna. Kokerskan hade mönstrat på i Trelleborg på sin första sjöresa och hade således endast varit till sjöss några timmar när Libau minsprängdes. Sedan man blossat från livbåten kom ett tyskt vaktfartyg till platsen och tog ombord Libaus besättning. Den tyska båten blev kvar på platsen i flera timmar och man lät befälen från Libau gå tillbaka ombord för att söka efter loggböcker med mera. Sedan kaptenen konstaterat att det inte fanns något att göra, gick männen åter ombord på det tyska fartyget, varpå besättningen landsattes i Sassnitz. Tre timmar efter explosionen reste sig Libau med fören högt över vattnet, stegrade sig ett ögonblick och sögs särefter snabbt till botten åtta sjömil sydost om Sassnitz. Fyra man av besättningen hade skadats av slag eller brännskador vid explosionen.

## Omkomna
Maskinist Ernst Johansson avled av sviterna från sina brännskador sex månader efter minsprängningen.